# Ричард Е. Тејлор
Ричард Едвард Тејлор (енгл. Richard Edward Taylor; Медисин Хат, 2. новембар 1929 — Станфорд, 22. фебруар 2018) био је канадски физичар, који је 1990. године, заједно са Џеромом Фридманом и Хенријем Кендалом, добио Нобелову награду за физику „за пионирска истраживања дубоког нееластичног расејања електрона на протонима и везаним неутронима, што је било од суштинског значаја за развој модела кваркау физици честица.